# Johan Gadolin
Johan Gadolin (n. 5 iunie 1760, Åbo – d. 15 august 1852, Virmo) a fost un chimist, fizician,  mineralog și profesor universitar finlandez. În 1794, savantul a descoperit primul element chimic din grupul metalelor de pământuri rare, ytriul, pe care l-a extras din mineralul Ytterbit (în prezent denumit în onoarea lui Gadolinit) și a fost unul dintre primii susținători ai teoriei arderii a lui Antoine Lavoisier în Scandinavia. În memoria membrului Academiei Leopoldine a fost denumit asteroidul 2638 Gadolin.